# Peter Jožef Česnik
Peter Jožef Česnik (ur. 11 stycznia 1945 w Lublanie) – słoweński polityk, kontroler lotów i działacz emigracyjny, w latach 2018–2020 minister bez teki ds. diaspory.

## Życiorys
Ukończył szkołę średnią, podjął studia ekonomiczne na Uniwersytecie Lublańskim. Przerwał je po dwóch latach, emigrując z przyczyn politycznych do Australii. W tym kraju działał początkowo jako agent ubezpieczeniowy, następnie ukończył szkołę kształcącą kontrolerów lotów, po czym od 1968 pracował w tym zawodzie dla Qantas w Sydney i Melbourne. Między 1971 a 2003 udzielał się w związku zawodowym działającym w ramach tej linii, był zatrudniony również jako tłumacz w szpitalu i sądzie. W 2003 przeszedł na emeryturę, powrócił następnie do Słowenii. Działał w stowarzyszeniu emigrantów Slovenska izseljenska matica, zasiadł w jego władzach; należał także do organizacji sportowych w Australii zajmujących się narciarstwem i kajakarstwem.
Zaangażował się w działalność polityczną w ramach partii Zares, był jej wiceprzewodniczącym. W 2018 uzyskał mandat deputowanego do Zgromadzenia Państwowego z listy Partii Alenki Bratušek. 13 września 2018 powołany na stanowisko ministra bez teki ds. diaspory w rządzie Marjana Šarca. Zakończył urzędowanie wraz z całym gabinetem w marcu 2020, nie powrócił wówczas do wykonywania mandatu posła.